# Грустная песня (песня)
«Грустная песня» — песня российского хип-хоп-исполнителя Thrill Pill при участии певца Егора Крида и видеоблогера и рэп-исполнителя Алишера Моргенштерна, вышедшая 1 ноября 2019 года на лейбле Warner Music Russia. Сингл достиг первой позиции в чартах Apple Music, ВКонтакте и Genius и вошёл в дебютный студийный альбом Thrill Pill «Откровения».

## Предыстория
14 августа 2019 года Thrill Pill опубликовал в своём Instagram сниппет. 7 сентября артист впервые исполнил трек на фестивале «Маятник Фуко» в Санкт-Петербурге, где и объявил название грядущего альбома «Откровения». Егор Крид во время своей трансляции на Twitch рассказал, что 1 ноября выйдет совместный клип и что это будет «легендарный коллаб».

## Музыкальное видео
Музыкальный видеоклип вышел в день выхода сингла, собрав за сутки более миллиона просмотров.
Видео спродюсировали Айрат Фаттахов и Светлана Лаки, которые продюсировали предыдущий клип Егора Крида «Сердцеедка».
За первую неделю клип сумел собрать 10 миллионов просмотров.
19 мая 2020 года видеоклип был удалён с YouTube-канала исполнителя из-за конфликта с лейблом, однако 20 мая он был официально выпущен на YouTube-канале WOW TV. На момент удаления оригинальный клип собрал свыше 56 миллионов просмотров. По словам Thrill Pill, лейбл присвоил себе большую часть выручки с сингла, обделив самого исполнителя; «учитывая то, что Warner Music Russia никак не приложил руку к созданию моего альбома „Откровения“, собственно, как и все мои релизы — я всё сделал сам. Но они заработали благодаря мне, моей музыке очень много денег», заявил Thrill Pill в своём Instagram. На обвинения артиста Warner Music Russia ответили, что «распространяемая артистом информация не соответствует действительности» и что помимо Thrill Pill выручка отчисляется и другим участникам записи — Егору Криду и Моргенштерну. 19 июня видеоклип был восстановлен.

## Рейтинги
| Год  | Издание  | Рейтинг                                           | Место | Прим.  |
| ---- | -------- | ------------------------------------------------- | ----- | ------ |
| 2019 | The Flow | 50 лучших песен 2019                              | 21    | [ 14 ] |
| 2019 | Rap.ru   | 12 самых важных треков в русском рэпе за 2019 год | б/н   | [ 15 ] |

## Чарты
| Чарт (2019)               | Высшая позиция |
| ------------------------- | -------------- |
| Apple Music               | 1              |
| ВКонтакте                 | 1              |
| Genius                    | 1              |
| Россия (Top YouTube Hits) | 1              |
| Россия (YouTube Music)    | 1              |
| Яндекс.Музыка             | 6              |
| Shazam                    | 1              |
| Россия (Deezer)           | 2              |
| Zvooq.online              | 1              |